# Amber van der Hulst
Amber van der Hulst (Leiderdorp, 21 de septiembre de 1999) es una deportista neerlandesa que compite en ciclismo en las modalidades de pista y ruta. En los Juegos Europeos de Minsk 2019 obtuvo una medalla de plata en la prueba de madison.

## Medallero internacional
| Juegos Europeos | Juegos Europeos     | Juegos Europeos  | Juegos Europeos |
| Año             | Lugar               | Medalla          | Competición     |
| --------------- | ------------------- | ---------------- | --------------- |
| 2019            | Minsk (Bielorrusia) | Medalla de plata | Madison         |

## Equipos
- Parkhotel Valkenburg (2020-2021)
- Liv Racing (2022-2023)
  - Liv Racing Xstra (2022)
  - Liv Racing TeqFind (2023)
- Liv AlUla Jayco Continental Team (2024)
- Liv AlUla Jayco (2025)